# Bob-Europameisterschaft 1980
Die Bob-Europameisterschaft 1980 wurde am 26. und 27. Januar im Zweierbob und am 2. und 3. Februar 1980 im Viererbob zum vierten Mal auf der Olympia Bob Run St. Moritz–Celerina   im schweizerischen St. Moritz  ausgetragen. Die EM stand ganz im Zeichen der Vorbereitung für die olympischen Bobwettbewerbe in Lake Placid die eine Woche nach der Viererbob-EM begannen. Dadurch war speziell das Teilnehmerfeld bei den großen Schlitten ausgedünnt, da sich diversen Mannschaften, unter anderem auch die DDR, zu dieser Zeit schon in Lake Placid oder auf dem Weg dahin befanden. Geprägt wurde die EM aber auch von schweren Stürzen, die vor allem das bundesdeutsche Team betrafen. Bei Stefan Gaisreiter führte das letztlich zum Ende seiner leistungssportlichen Karriere. In Abwesenheit diverser Konkurrenten gelangen den Schweizer Teams in der Vierer-Konkurrenz erstmals ein Dreifacherfolg.

## Zweierbob
Auf ihrer Hausbahn hatten die Eidgenossen eigentlich einen Doppelerfolg eingeplant, doch Titelverteidiger Bernhard Germeshausen aus der DDR bewies, dass er nicht nur die Kunsteisbahnen beherrschte. Allerdings lag der Pilot vom ASK Vorwärts Oberhof nach dem ersten Wettkampftag zunächst auf dem Bronzerang, hinter dem Duo Schärer/Bächli und den führenden Schweizern Hiltebrand/Rahm. Der Zweierbob-Weltmeister von 1977 war in drei von vier Läufen das Maß der Dinge und konnte sich im vierten Lauf eine Sicherheitsfahrt leisten, um trotzdem mit einem Vorsprung von über fünf Zehntel souverän Europameister zu werden. Im Kampf um Silber führte Erich Schärer nach dem ersten Wettkampftag noch mit über vier Zehnteln vor Germeshausen, doch bereits im dritten Lauf schmolz der Vorsprung auf magere 9 Hundertstel. Im letzten Lauf setzte Germeshausen alles auf eine Karte, fuhr Laufbestzeit und nahm Erich Schärer über eine halbe Sekunde ab. Damit gewann er mit einem letztlich komfortablen Vorsprung von 47 Hundertstel Silber vor Erich Schärer. Dessen Bruder Peter erlitt im letzten Lauf ein ähnliches Schicksal, als der Doppelolympiasieger Meinhard Nehmer zur Attacke blies und mit der zweitbesten Laufzeit noch den vierten Platz erkämpfte. Überschattet wurde der Wettkampf von einem schweren Unfall, der sich bereits im ersten Lauf ereignete. Mitfavorit Stefan Gaisreiter stürzte ausgangs der Zielkurve und wurde mit Bremser Dieter Gebhard 30 m kopfüber durch die Eisrinne geschleift. Da Gaisreiters Sturzhelm zu Bruch ging, wurde sein Kopf immer wieder ans Eis geschlagen. Tiefe Verletzungen am Hals und eine teilweise Durchtrennung der Halsmuskulatur waren die Folge. Noch im Krankenhaus erklärte Gaisreiter, für den damit auch der Traum von einer erneuten Olympiateilnahme geplatzt war, einige Tage später seinen Rücktritt vom Leistungssport.
| Platz | Bob                                                | Lauf 1  | Lauf 2  | 1. Tag  | Lauf 3  | Lauf 4  | Gesamtzeit Rückstand |
| ----- | -------------------------------------------------- | ------- | ------- | ------- | ------- | ------- | -------------------- |
| 1     | Schweiz 1 Hans Hiltebrand Walter Rahm              | 1:11,21 | 1:10,95 | 2:22,16 | 1:11,16 | 1:11,79 | 4:45.11              |
| 2     | DDR 3 Bernhard Germeshausen Hans-Jürgen Gerhardt   | 1:11,79 | 1:11,18 | 2:22,97 | 1:11,20 | 1:11,47 | 4:45.64 +0.53        |
| 3     | Schweiz 2 Erich Schärer Ulrich Bächli              | 1:11,30 | 1:11,24 | 2:22,54 | 1:11,54 | 1:12,03 | 4:46,11 +1.00        |
| 4     | DDR 1 Meinhard Nehmer Bogdan Musiol                | 1:12,16 | 1:11,64 | 2:23,80 | 1:11,78 | 1:11,61 | 4:47.19 +2.08        |
| 5     | Schweiz 3 Peter Schärer Max Rüegg                  | 1:12,14 | 1:11,68 | 2:23,82 | 1:11,73 | 1:12,39 | 4:47.94 +2.83        |
| 6     | DDR 2 Horst Schönau Andreas Kirchner               | 1:12,27 | 1:12,38 | 2:24,65 | 1:11,97 | 1:11,83 | 4:48.45 +3.34        |
| 7     | BR Deutschland 2 Georg Großmann Alex Wernsdorfer   | –       | –       | –       | –       | –       | 4:49.04 +3.93        |
| 8     | BR Deutschland 3 Anton Schrobenhauser Stefan Späte | –       | –       | –       | –       | –       | 4:49.21 +4.10        |
| 9     | Österreich 2 Fritz Sperling Heinrich Bergmüller    | –       | –       | –       | –       | –       | 4:49.51 +4.40        |
| 10    | Österreich 3 Walter Delle Karth Kurt Oberhöllner   | –       | –       | –       | –       | –       | 4:50.72 +5.61        |
| 11    | Österreich 1 Franz Paulweber Gerd Zaunschirm       | –       | –       | –       | –       | –       | 4:50.91 +5.80        |
| 12    | Vereinigtes Königreich 1 Jonny Woodall John Howell | –       | –       | –       | –       | –       | 4:51.32 +7.21        |
| 13    | Italien 1 Andrea Jory Edmund Landziner             | –       | –       | –       | –       | –       | 4:51.38 +7.27        |
| 14    | Italien 2 Giuseppe Soravia Giovanni Salvaterra     | –       | –       | –       | –       | –       | 4:53.62 +9.51        |
| 15    | Frankreich Gérard Christaud Patrick Lachaud        | –       | –       | –       | –       | –       | 4:53.83 +9.72        |

–  … keine Laufzeiten vorhanden

## Viererbob
Die Viererbob-EM im Olympiajahr 1980 stand unter besonderen Vorzeichen. Neben Titelverteidiger Meinhard Nehmer sowie den anderen leistungsstarken DDR-Bobs fehlten die Teams aus Jugoslawien, Italien und Rumänien, die sich allesamt schon in Lake Placid oder auf dem Weg dahin befanden. Darüber hinaus fehlte der amtierende Viererbob-Weltmeister Stefan Gaisreiter aus der Bundesrepublik. Dieser hatte sich eine Woche zuvor in der Zweierkonkurrenz schwer verletzt und war gerade erst ins Unfallkrankenhaus nach Murnau zurücktransportiert wurden. So traten letztlich nur 15 Bobs aus sieben Nationen an, darunter schon jeweils drei Bobs aus der Schweiz, Österreich und der Bundesrepublik. Nach dem ersten Wettkampftag wurde zudem der erwartete Verlauf auf den Kopf gestellt. Nicht einer der auf ihrer Hausbahn favorisierten Schweizer Bobs lag vorn, sondern der bundesdeutsche Georg Großmann mit dem vielgerühmten und geheimnisumwitterten Opelbob. Allerdings hatte das bundesdeutsche Team nach dem Ausfall von Stefan Gaisreiter schon den nächsten Sturz zu verzeichnen, Anton Schrobenhauser sen. musste bereits am ersten Wettkampftag mit seinem Opelbob aufgeben. Und Georg Großmann stürzte im dritten Lauf nach hervorragenden Zwischenzeiten ebenfalls, zwei Mitglieder seiner Mannschaft wurden in eine Klinik eingeliefert. Somit lag nun der bis dahin zweitplatzierte Erich Schärer vor seinem Bruder Peter vorn. Diese Führung gab Erich Schärer auch im letzten Durchgang nicht mehr her und wurde so letztlich mit einem recht großen Vorsprung von über einer Sekunde Europameister. Damit war ihm die Revanche für die Schweizer Bobmeisterschaften geglückt, denn diese hatte einige Wochen zuvor an gleicher Stelle sein Bruder Peter gewonnen. Der dritte Schweizer Bob mit Pilot Hans Hiltebrand rundete den erstmaligen Schweizer Dreifacherfolg ab. Für den deutschen Bundestrainer Wolfgang Zimmerer endete die EM in einem Desaster. Sein bester Pilot lag im Krankenhaus und der Opelbob hatte die in ihn gesetzten Erwartungen nicht erfüllt. Dies zeigte sich auch in Lake Placid, wo die bundesdeutschen Bobs erstmals seit 1964 keine Olympiamedaille gewannen.
| Platz | Bob                                                                                  | Lauf 1  | Lauf 2  | 1. Tag  | Lauf 3  | Lauf 4  | Gesamtzeit Rückstand |
| ----- | ------------------------------------------------------------------------------------ | ------- | ------- | ------- | ------- | ------- | -------------------- |
| 1     | Schweiz 2 Erich Schärer Ulrich Bächli Ruedi Marti Josef Benz                         | 1:08,87 | 1:08,96 | 2:17,83 | 1:08,77 | 1:09,10 | 4:35,70              |
| 2     | Schweiz 1 Peter Schärer Max Rüegg Tony Rüegg Hans-Jörg Trachsel                      | 1:08,92 | 1:09,17 | 2:18,09 | 1:09,20 | 1:09,54 | 4:36.83 +1.13        |
| 3     | Schweiz 3 Hans Hiltebrand Ulrich Schindler Walter Rahm Armin Baumgartner             | 1:09,28 | 1:09,50 | 2:18,78 | 1:09,14 | 1:09,15 | 4:37.07 +1.37        |
| 4     | Österreich 2 Fritz Sperling Heini Bergmüller Franz Rednack Bernhard Purkrabek        | 1:08,97 | 1:09,39 | 2:18,36 | 1:09,81 | 1:09,71 | 4:37.88 +2.18        |
| 5     | Österreich 1 Heinz Krenn Otto Breg Franz Sauerlachner Franz Köfel                    | 1:09,51 | 1:09,48 | 2:18,99 | 1:09,67 | 1:09,40 | 4:38.06 +2.36        |
| 6     | BR Deutschland 2 Alois Schnorbus Lothar Pongratz Jürgen Hofmann Martin Meinberg      | 1:09,67 | 1:09,70 | 2:19,37 | 1:09,69 | 1:10,08 | 4:39.14 +3.44        |
| 7     | Österreich 3 Walter Delle Karth Hans Eichinger Günter Krispel Kurt Oberhöller        | 1:10,39 | 1:09,65 | 2:20,04 | 1:09,67 | 1:10,20 | 4:39.76 +4.08        |
| 8     | Vereinigtes Königreich 2 Jonathan Woodall Peter Brown Toni Wallington David Prochard | 1:09,65 | 1:09,67 | 2:19,32 | 1:10,20 | 1:10,32 | 4:39,84 +4.16        |

## Medaillenspiegel
| Platz | Nation  | Gold | Silber | Bronze |
| ----- | ------- | ---- | ------ | ------ |
| 1     | Schweiz | 2    | 1      | 2      |
| 2     | DDR     | –    | 1      | –      |